# Ochthebius kieneri
Ochthebius kieneri är en skalbaggsart som beskrevs av Manfred A. Jäch 1999. Ochthebius kieneri ingår i släktet Ochthebius och familjen vattenbrynsbaggar. Inga underarter finns listade i Catalogue of Life.